# Цизлинг, Аарон
Аарон Цизлинг (ивр. אהרן ציזלינג‎; 26 февраля 1901, Нарочевичи, Российская империя — 16 января 1964, Эйн-Харод, Израиль) — израильский общественный и политический деятель, первый министр сельского хозяйства Израиля, член кнессета первого и второго созыва. 14 мая 1948 года Цизлинг стал одним из подписавших Декларацию независимости Израиля.

## Биография

### Семья и детство[1]
Аарон Цизлинг родился 26 февраля 1901 в местечке Нарочевичи Минской губернии за чертой оседлости в Российской империи в семье раввина Цви Менахема Цизлинга и его жены Эстер из семьи Пинхаса Каплана.
Дед по линии отца, раввин Бен-Цион Арье Лейб, был известным авторитетом в области Торы, частым гостем в домах знатоков иврита. Он также хорошо знал немецкую литературу, переводил на иврит стихи Фридриха Шиллера, публиковал стихи в ортодоксальном ежемесячнике «Ха-Пелес», сочинял песни, подбирая мелодии к своим стихам. Эти песни были известны по всей Литве. При этом, он строго соблюдал религиозные заповеди. С одной стороны, он горячо любил Эрец-Исраэль, с уважением относился к работе вообще и к сельскохозяйственной работе в частности. С другой стороны, он был противником сионистского Гистадрута и против использования иврита в повседневной жизни. В 1906 году он с женой переехал в Палестину. До переезда он был проповедником в синагоге в Вильно, а после — проповедником в синагоге в Иерусалиме. Умер в Иерусалиме во время Первой мировой войны.
Дед по линии матери — раввин Пинхас Каплан, разносторонний человек, обладавший влиянием в среде городских властей и графов, известный своей добротой и острословием. Брал в аренду поместья. В последние несколько десятков лет жизни жил в Барановичах, где после окончания Первой мировой войны был заместителем градоначальника. Был против сионизма. Представители его семьи, в которой было 14 сыновей и дочерей, впоследствии жили в разных частях земного шара. Многие из них получили хорошее образование и принадлежали к университетской среде. Некоторые участвовали в революционном движении в царской России и впоследствии занимали высокие должности при Советской власти.
Отец, раввин Цви Менахем, был учеником Ицхака Эльханана. Получил традиционное образование, был очень способным учеником и мечтал об Эрец-Исраэль. Кроме религиозного, он также получил светское образование. После женитьбы арендовал большие поместья у графов Потоцкого и Чапского. В этих поместьях он организовал сельскохозяйственное производство на высоком для того времени техническом уровне, включавшее молочное хозяйство, производство спирта, частные мастерские, и использовавшее современные машины и механизмы. Хозяйство процветало, и только Столыпинские реформы ухудшили его состояние. Детям он дал религиозное образование в хедерах и в йешивах, а также светское образование в гимназии и у частных учителей. После приезда в Палестину был учителем Талмуда в школе «Тахкамони» в Яффо. Провел знаменитый «первый урок на иврите» по талмуду в йешиве «Агудат тора» в Тель-Авиве. Был членом первого городского совета Тель-Авива. Участвовал в управлении благотворительными организациями (дом престарелых, дома сирот, и других).
Мать, Эстер, была разносторонним человеком с хорошим образованием, с детства знала иврит.

### Деятельность в Палестине до создания государства Израиль
В 1914 году Аарон Цизлинг вместе с семьей перебрался в Эрец-Исраэль в составе Второй алии. Семья Цизлингов стала одной из семей поселившихся в Тель-Авиве. 28 марта 1917 года Цизлинг, как и всё еврейское население Тель-Авива, был депортирован в города, после этого он поселился в Хадере.
В 1921 году Аарон Цизлинг стал одним из основателей Гистадрута, еврейского профсоюза рабочих, членом Исполнительного комитета которого он являлся много лет. В 1925—1926 годах он занимал пост секретаря Иерусалимского рабочего совета.
В 1920-х годах он был одним из руководителей еврейской сионистской партии Ахдут ха-Авода, которая в 1930 году в слиянии с партией Ха-Поэль ха-Цаир, образовала партию МАПАЙ. В 1930-е Цизлинг стал одним из основателей фракции левого толка («фракции бет»), которая в 1944 году вышла из состава МАПАЙ и образовала новую партию «Движение Ахдут ха-Авода — Поалей Цион».
В 1933 году Аарон Цизлинг был среди основателей организации «Молодёжная алия», а также членом её исполнительного комитета. «Молодёжная алия» занималась спасением еврейской молодёжи от нацистов. После Второй мировой войны Цизлинг в качестве посланника этой организации в Европе организовывал группы из детей, выживших в Холокосте, для  репатриации в Эрец-Исраэль. Бени Вирцберг, участник одной из таких групп, рассказал в книге Из долины убийства к Вратам в долину о встрече с Цизлингом в итальянском городке Санта-Мария. Для детей, родные которых погибли в Холокосте, эта встреча имела первостепенное значение. Убедительная речь Цизлинга и его уверенность в том, что жители еврейского ишува сделают всё для детей из Европы, вселяли в ребят надежду на будущее:

Солдаты Армии Андерса, вернувшиеся недавно из Палестины, рассказали, что видели там своими глазами евреев-крестьян, выращивающих капусту — точно так, как выращивали они сами в своей стране. Через несколько дней к нам приехал один из этих «крестьян, выращивающих капусту» из Эрец-Исраэль — Аарон Цизлинг. В зал вошёл мужчина лет 50-ти, загорелый, широкоплечий, высокого роста, в светло-сером костюме и с расстёгнутым воротничком. Его походка была величественной, уверенной и гордой, и все дети смотрели, не отрываясь, на эту впечатляющую фигуру, поднимавшуюся на сцену.
Он говорил на идиш. На его лице было выражение радости, но при этом он был очень серьёзен. «Я рад» — сказал он, «одним из первых увидеть вас, детей, выживших в ужасной катастрофе, поразившей еврейский народ. Но мне грустно из-за другого: во-первых от того, что вас осталось так мало, а во-вторых — английский народ закрыл перед вами въезд в Эрец-Исраэль». Он повысил голос. «Однако, дорогие дети, вам не о чем беспокоиться: вы можете положиться на нас; весь еврейский ишув за вами! И нет такой силы в мире, которая могла бы помешать нам привезти в нашу страну вас всех, до последнего человека, и как можно быстрее». Это была его речь: короткая и сильная, речь нового еврея, каких я раньше не знал. Мои друзья смотрели на него, и казалось, что в эти минуты они превращаются из сирот Холокоста в группу молодых солдат, смелых и сплочённых.
Оригинальный текст (иврит)החיילים היו אנשי צבא-אנדרס, שנלחמו לצד בנות הכרית וחזרו זה ﬠתה מארץ-ישראל. <חיילים אלה סיפרו> שראו בפלשתינה במו ﬠיניהם
יהודים, איכרים, המגדלים כרוב - ממש כפי שהם ﬠושים זאת במולדתם. כמה ימים לאחר מכן בא אלינו אחד מאותם האכרים ׳׳מגדלי-הכרוב“ מארץ-ישראל: אהרן ציזלינג… ﬠתה נכנס גבר כבן חמישים, שזוף, רחב-גרם וגבה-קומה, לבוש חליפה אפורה-בהירה וצוארון חולצתו פתוח. הליכתו היתה
 איתנה, בטוחה וגאה, והילדים כולם הפנו מבטם לﬠבר הדמות המרשימה בﬠלותה ﬠל הבמה.
הוא דיבר יידיש. פניו הביﬠו שמחה; אך מתחת לארשת-השמחה בצבצה הרגשה של רצינות רבה… היידיש שלו לא היתה השפה הגלותית שהיינו רגילים בה: היא
היתה לבבית, אבל נמרצת, שפת איש-אדמה חפשי וזקוף קומה. "שמח אני", אמר, "להימנות ﬠל אלה שזכו ראשונים לראותכם, שרידי-הילדים ניצולי השואה,
האיומה שﬠברה ﬠל הﬠם היהודי. אולם ﬠצוב אני מאד בגלל דברים אחרים: האחד, שנשארתם כה מﬠטים, והשני, שﬠלי לבשר לכם כי הﬠם האנגלי… סגר בפניכם
 את שﬠרי ארץ-ישראל"… קולו של האיש ﬠל הבמה הלך וגבר. "אולם, ילדים יקרים - אל לכם לדאוג: יכולים אתם לסמוך ﬠלינו; כל הישוב הﬠברי בארץ ﬠומד מאחוריכם! ואין כח בﬠולם, אשר יוכל לﬠצור בﬠדנו להכניסכם ארצה, ﬠד לאחרון שבכם, ובזמן הקצר ביותר". אלה היו דבריו: קצרים נמרצים, דיבור של יהודי חדש, שכמותו לא הכרתי. חברי שהאזינו לו בדריכות, היה נדמה לי כי אני רואם פושטימ צורה של יתומי-שואה והופכים בן רגﬠ לגוש חיילים
צﬠירים, אמיצים ומלוכדים

— «Из долины убийства к воротам в долину», стр. 123—124
Много лет он был среди руководителей «Хаганы», военизированной еврейской организации в Палестине, принимал участие в организации Пальмаха.

### После создания государства Израиль
15 мая 1948 года Цизлинг был среди подписавших Декларацию независимости Израиля. Во Временном правительстве Израиля он занял пост министра сельского хозяйства.
В 1949 году он был избран в кнессет от партии Мапам, которая не вошла в Первое правительство Израиля, сформированное Давидом Бен-Гурионом, поэтому Цизлинг потерял свой пост в правительстве.
Перед выборами в кнессет 2-го созыва «Движение Ахдут ха-Авода — Поалей Цион» откололось от Мапам и выступало отдельным избирательным списком. На выборах в кнессет 3-го созыва Цизлинг потерял своё место в парламенте Израиля.
В период с 1961 по 1963 год он входил в состав правления Сионистской организации, где руководил отделом алии и абсорбции.